# Fünf Klassiker
Unter dem Begriff Fünf Klassiker (chinesisch 五經 / 五经, Pinyin Wǔjīng) werden fünf Werke der klassischen chinesischen Literatur zusammengefasst, deren Studium von Konfuzius besonders empfohlen wurde. Sie bilden den klassischen Kanon des Konfuzianismus.

## Die einzelnen Werke
- 易經 Yijing, das Buch der Wandlungen (Vierundsechzig Hexagramme, Textbuch des Großwahrsagers)
- 詩經 Shijing, das Buch der Lieder (Eine Sammlung alter Volkslieder)
- 書經 Shujing, das Buch der Urkunden (Sammlung von Gesetzen und Erlassen mit Kommentierung)
- 禮記 Liji, das Buch der Riten (Riten für den Umgang mit den Ahnen, dem König, der Familie)
- 春秋 Chunqiu, die Frühlings- und Herbstannalen (eine Chronik der Ereignisse in Konfuzius’ Heimatstaat Lu vom 8. bis zum 5. Jahrhundert v. Chr.)

## Entstehung, Geschichte und Einfluss
Konfuzius gilt traditionell als Verfasser der Frühlings- und Herbstannalen, alle anderen Werke stellen über lange Zeiträume gewachsene Kompilationen dar. Dabei gehen sowohl das Yijing als auch das Buch der Lieder in ihren ältesten Teilen auf die späte westliche Zhou-Zeit zurück (ca. 1000–771 v. Chr.), das Shujing auf die frühe östliche Zhou-Zeit (771–256 v. Chr.), während das Liji vermutlich erst in der Han-Zeit (206 v. Chr.–220 n. Chr.) aus alten und zeitgenössischen Materialien kompiliert wurde.
Besonders das Buch der Riten hat einen tiefen Einfluss auf die Gestaltung der Gesellschaft Chinas, Japans, Koreas und Vietnams hinterlassen.
Doch die Wirkung der Klassiker blieb nicht auf Asien beschränkt. So war zum Beispiel der Gründer der analytischen Psychologie Carl Gustav Jung ein Anhänger des Buchs der Wandlungen.
Die Liste der Fünf Klassiker wurde während der Han-Dynastie zu den Dreizehn Klassikern erweitert. Ab etwa dem 12. Jahrhundert wurden die Fünf Klassiker als klassischer konfuzianischer Kanon durch die Vier Bücher ersetzt.